# King Gizzard & the Lizard Wizard
King Gizzard & the Lizard Wizard é uma banda de rock psicodélico formada em 2010 em Melbourne. É composta por Stu Mackenzie (vocal e guitarra), Ambrose Kenny-Smith (vocal, gaita, teclados), Cook Craig (guitarra e vocal), Joey Walker (guitarra, vocal), Lucas Skinner (baixo) e Michael Cavanagh (bateria, percussão).
É conhecida por sua prolífica produção de gravação, por suas performances energéticas ao vivo e por explorar vários gêneros musicais.

## História

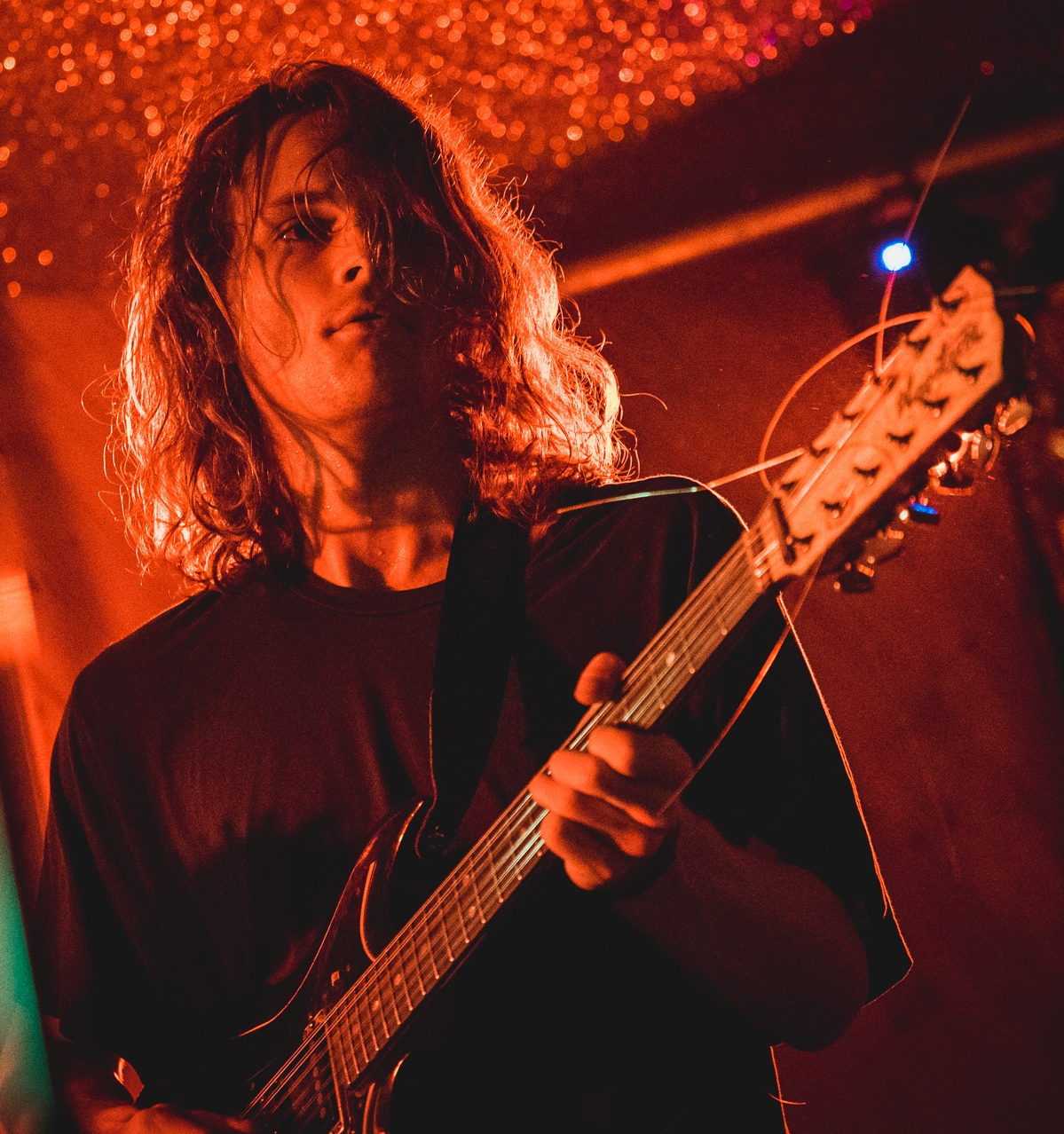
Stu Mackenzie em 2016

Seus dois primeiros álbuns, 12 Bar Bruise (2012) e Eyes Like the Sky (2013), misturaram surf music, garage rock e rock psicodélico ao som da banda. Estes álbuns foram os lançamentos de estréia da gravadora independente da banda, Flightless, fundada por Moore em 2012. Em seus álbuns seguintes, expandiram seu som, incluindo elementos da música cinematográfica, rock progressivo, folk, jazz, soul e heavy metal.
Em 2017, a banda prometeu lançar cinco álbuns de estúdio, e cumpriu: Flying Microtonal Banana em fevereiro; Murder of the Universe em junho; Sketches of Brunswick East, uma colaboração com o Mild High Club, projeto musical de Alex Brettin; em agosto, Polygondwanaland, que foi liberado para o domínio público, em novembro; e Gumboot Soup em dezembro.
Nos álbuns de 2019, Fishing for Fishies e Infest the Rats 'Nest, a banda incorporou o boogie rock e o thrash metal em seu som, respectivamente.
Ao longo de 2020, a banda lançou vários álbuns ao vivo, um filme-concerto, uma compilação dupla de demos, K.G., seu 16º álbum de estúdio e uma compilação dos primeiros singles e todas as faixas do EP Anglesea chamado Teenage Gizzard. Em agosto, Eric Moore (o segundo baterista e empresário da banda) deixou a banda para se concentrar em administrar sua gravadora, Flightless. Em 2021, a banda lançou L.W., seu terceiro álbum microtonal. Em junho de 2021 a banda lançou o álbum Butterfly 3000.
Em 2022, a banda lançou em março um álbum apenas em vinil, Made in Timeland, e em abril lançou seu vigésimo álbum, Omnium Gatherum. No mesmo ano, a banda faria seu primeiro show no Brasil, no festival Lollapalooza, porém cancelou o show, devido a imprevistos relacionados à covid-19. Em outubro, a banda lançou três álbuns: Ice, Death, Planets, Lungs, Mushrooms And Lava, no dia 7, seguido por Laminated Denim no dia 12  e Changes no dia 28. Assim, a banda repetiu o mesmo feito de 2017, e lançou novamente cinco álbuns de estúdio em um ano.

## Estilos de musica
A banda explora vários tipos diferentes de estilos musicais por sua vasta discografia. As músicas são baseadas em uma mistura de rock psicodélico, rock de garagem, acid rock, rock progressivo, surf rock, Krautrock, folk rock e jazz fusion. Com mais ou menos foco em certos estilos dependendo do álbum. Muitas das músicas da banda apresentam compassos incomuns, como 7/8 e 5/4, e mudanças frequentes de compasso. Seus álbuns Polygondwanaland e Butterfly 3000 também apresentam polirritmias e polimetrias.
Os álbuns Infest the Rats' Nest e PetroDragonic Apocalypse; or, Dawn of Eternal Night: An Annihilation of Planet Earth and the Beginning of Merciless Damnation são de vários estilos de heavy metal, mesclando principalmente thrash metal e metal progressivo. A banda escreveu Butterfly 3000 como um álbum "synth-prog" inteiramente em tons maiores, Paper Mâché Dream Balloon é um álbum com apenas músicas acústicas, e em algumas músicas de Made in Timeland e Omnium Gatherum, a banda também explorou o rap e hip hop pela primeira vez.
Incomum no rock ocidental, começando em 2017 com o álbum Flying Microtonal Banana, a banda experimentou música microtonal, inspirada na musica do Oriente Médio e Turca, especialmente no Anatolian rock, usando guitarras personalizadas com afinação em quarto de tom, bem como vários outros instrumentos modificados. As guitarras personalizadas são baseadas no Saz (também conhecido como bağlama).

## Membros
Formação atual
- Stu Mackenzie – vocais, guitarra, teclado, flauta, baixo, percussão, cítara, sintetizador, mellotron, organ, piano, violino, clarinete, saxofone, zurna, bateria
- Ambrose Kenny-Smith – vocais, gaita, teclado, percussão, orgão, sintetizador, mellotron, piano
- Joey Walker – vocais, guitarra, baixo, teclado, sintetizador, piano, orgão, cítara, percussão
- Cook Craig – guitarra, baixo, piano, teclado, sintetizador, percussão, vocais
- Lucas Harwood – baixo, piano, teclado, sintetizador, percussão
- Michael Cavanagh – bateria, percussão

Ex-integrantes
- Eric Moore – bateria, gerência, teremim, teclado, percussão (2010–2020)

Colaborações
- John Angus Stewart – visuais
- Jason Galea – visuais, artes, layouts
- Broderick Smith – narração, escritor e co-criador de Eyes Like the Sky e narrador convidado em “Sam Cherry’s Last Shot” para o álbum 12 Bar Bruise.
- Leah Senior – narração para os Capítulos 1 e 2 de Murder of the Universe e narradora convidada em “The Castle in the Air" para o álbum Polygondwanaland.
- Alexander Brettin – membro da banda Mild High Club, co-criador do álbum Sketches of Brunswick East.

## Discografia
- 12 Bar Bruise (2012)
- Eyes Like the Sky (2013)
- Float Along - Fill Your Lungs (2013)
- Oddments (2014)
- I'm in Your Mind Fuzz (2014)
- Quarters! (2015)
- Paper Mâché Dream Balloon (2015)
- Nonagon Infinity (2016)
- Flying Microtonal Banana (2017)
- Murder of the Universe (2017)
- Sketches of Brunswick East (2017)
- Polygondwanaland (2017)
- Gumboot Soup (2017)
- Fishing For Fishies (2019)
- Infest the Rats' Nest (2019)
- K.G. (2020)
- L.W. (2021)
- Butterfly 3000 (2021)[2]
- Made in Timeland (2022)
- Omnium Gatherum (2022)
- Ice, Death, Planets, Lungs, Mushrooms and Lava (2022)
- Laminated Denim (2022)
- Changes (2022)
- PetroDragonic Apocalypse; or, Dawn of Eternal Night: An Annihilation of Planet Earth and the Beginning of Merciless Damnation (2023)
- The Silver Cord (2023)
- Flight b741 (2024)
- Phantom Island (2025)